# Stenogyne purpurea
Stenogyne purpurea là một loài thực vật có hoa trong họ Hoa môi. Loài này được H.Mann miêu tả khoa học đầu tiên năm 1867.